# Medmassa fusca
Medmassa fusca är en spindelart som beskrevs av Henry Roughton Hogg 1900. Medmassa fusca ingår i släktet Medmassa och familjen flinkspindlar.
Artens utbredningsområde är Victoria, Australien. Inga underarter finns listade i Catalogue of Life.